# Notazione mista
La notazione mista è un modo di rappresentare un generico numero reale {\displaystyle x} in una generica base {\displaystyle \beta }. Siccome un numero reale è esprimibile secondo il teorema di rappresentazione dei numeri reali come:
{\displaystyle x=\operatorname {sgn} (x)(c_{1}\beta ^{-1}+c_{2}\beta ^{-2}...)\beta ^{p}}
con {\displaystyle p} un intero (negativo o positivo), allora la notazione mista consiste in:
{\displaystyle x={\begin{cases}\pm (0,00\dots 0d_{1}d_{2}d_{3}\dots )_{\beta }&{\mbox{se }}p\leq 0\\\pm (d_{1}d_{2}\dots d_{p},d_{p+1}d_{p+2}\dots )_{\beta }&{\mbox{se }}p>0\end{cases}}}
Nel primo caso ({\displaystyle (\pm 0,00\ldots 0d_{1}d_{2}d_{3}\ldots )_{\beta }}), gli zeri dopo il punto ({\displaystyle ,00\ldots 0}) sono {\displaystyle |p|}.
La parte a sinistra del punto è detta parte intera, rappresentata con {\displaystyle [x]}, mentre la destra è detta parte frazionaria.